# В'язниця (фільм, 1987)
«В'язниця» (англ. Prison) — американський фільм жахів 1987 року режисера Ренні Харліна. У ролях Вігго Мортенсен, Лейн Сміт, Челсі Філд, Том Еверетт і Томмі Лістер.

## Синопсис
Дух давно померлого в'язня повертається, щоб помститися, і переслідує нового начальника в'язниці.

## У ролях
В'язні
| Актор              | Роль          |
| ------------------ | ------------- |
| Вігго Мортенсен    | Берк          |
| Том Еверетт        | Кролик        |
| Лінкольн Кілпатрік | Кресус        |
| Андре де Шилдс     | Сендор        |
| Томмі Лістер       | Малюк         |
| Кейн Годдер        | Чарлі Форсайт |

Тюремний персонал
| Актор             | Роль                |
| ----------------- | ------------------- |
| Челсі Філд        | Кетрін Волкер       |
| Лейн Сміт         | наглядач Ітан Шарп  |
| Арлен Дін Снайдер | капітан Карл Хортон |

## Виробництво
Фільм був знятий на території колишньої пенітенціарної установи штату Вайомінг, яка нині відома як Прикордонна в'язниця Вайомінгу в Ролінзі. Приміщення пустуваkj з моменту його закриття у 1981 році після будівництва нової державної в'язниці, та було доступне для зйомок після того, як продюсер Ірвін Ябланс звернувся до держави під час пошуку покинутих тюремних приміщень.

## Випуск
Прем'єра відбулася 8 грудня 1987 року у Великій Британії. У березні 1988 року компанія Eden Distributing Company випустила фільм в обмежений прокат в США. Він зібрав у прокаті 354 704 долари.
У 1988 році фільм був випущений на VHS компанією New World Pictures. 19 лютого 2013 року Shout! Factory випустила перший офіційний Blu-ray та DVD реліз фільму.

## Зовнішні посилання
- В'язниця на сайті IMDb (англ.)
- В'язниця (фільм, 1987) на сайті AllMovie (англ.)
- Prison на сайті Rotten Tomatoes (англ.)